# Final da Taça dos Clubes Campeões Europeus de 1982–83
A Final da Taça dos Clubes Campeões Europeus de 1982–83 foi uma partida de futebol realizada no Estádio Olímpico de Atenas, em 25 de Maio de 1983, para decidir o vencedor da Taça dos Clubes Campeões Europeus de 1982–83, entre o Hamburgo da Alemanha e a Juventus de Itália. O Hamuburgo venceu a partida por 1-0 com um golo de Felix Magath aos oito minutos de jogo, e conquistou a sua primeira vitória na Taça dos Clubes Campeões Europeus￼￼. Após Isso, o time foi para o Intercontinental daquele ano, perdendo para o Grêmio, time brasileiro que ganhou a Copa Libertadores daquele ano.

## Caminho para a final
| Hamburgo         | Hamburgo | Hamburgo | Hamburgo | Fase             | Juventus       | Juventus | Juventus | Juventus |
| ---------------- | -------- | -------- | -------- | ---------------- | -------------- | -------- | -------- | -------- |
| Oponente         | Total    | 1º jogo  | 2º jogo  |                  | Oponente       | Total    | 1º jogo  | 2º jogo  |
| Dinamo de Berlim | 3–1      | 1–1 (F)  | 2–0 (C)  | Primeira fase    | Hvidovre IF    | 7–4      | 4–1 (F)  | 3–3 (C)  |
| Olympiacos       | 5–0      | 1–0 (C)  | 4–0 (F)  | Segunda fase     | Standard Liège | 3–1      | 1–1 (F)  | 2–0 (C)  |
| Dínamo de Kiev   | 4–2      | 3–0 (F)  | 1–2 (C)  | Quartas de final | Aston Villa    | 5–2      | 2–1 (F)  | 3–1 (C)  |
| Real Sociedad    | 3–2      | 1–1 (F)  | 2–1 (C)  | Semifinal        | Widzew Łódź    | 4–2      | 2–0 (C)  | 2–2 (F)  |

## Detalhes
| 25 de maio de 1983 | Hamburgo  | 1–0 | Juventus | Olímpico, Atenas                                  |
|                    | Magath 8' |     |          | Público: 75 000 Árbitro: Nicolae Rainea (Romênia) |

| Hamburgo SV | Juventus |

| GK           | 1  | Uli Stein          |     |
| SW           | 5  | Holger Hieronymus  |     |
| RB           | 2  | Manfred Kaltz      |     |
| CB           | 4  | Ditmar Jakobs      |     |
| LB           | 3  | Bernd Wehmeyer     |     |
| CM           | 6  | Wolfgang Rolff     | 35' |
| LM           | 7  | Jürgen Milewski    |     |
| RM           | 8  | Jürgen Groh        | 39' |
| AM           | 10 | Felix Magath       |     |
| SS           | 11 | Lars Bastrup       |     |
| CF           | 9  | Horst Hrubesch (c) |     |
| Treinador:   |    |                    |     |
| Ernst Happel |    |                    |     |

| GK                  | 1  | Dino Zoff (c)   |     |
| SW                  | 6  | Gaetano Scirea  |     |
| RB                  | 2  | Claudio Gentile |     |
| CB                  | 5  | Sergio Brio     |     |
| LB                  | 3  | Antonio Cabrini | 39' |
| CM                  | 8  | Marco Tardelli  |     |
| CM                  | 4  | Massimo Bonini  | 36' |
| AM                  | 10 | Michel Platini  |     |
| RW                  | 7  | Roberto Bettega |     |
| SS                  | 11 | Zbigniew Boniek |     |
| CF                  | 9  | Paolo Rossi     |     |
| Treinador:          |    |                 |     |
| Giovanni Trapattoni |    |                 |     |